# Waitati
Waitati, est une petite localité côtière d’Otago, dans l’Île du Sud de la Nouvelle-Zélande.

## Toponymie
Waitati est connue en langue maori comme Waitete.

## Situation
La localité de Waitati est située dans les limites de la ville de Dunedin.
Elle est localisée à proximité des vasières dues à la marée de la baie de Blueskin (en), à 19 km au nord du centre-ville de Dunedin.
Le petit fleuve Waitati traverse la baie pour se jeter dans la mer.

## Accès
Le tronçon de l'autoroute Dunedin-Waitati (en) de la State Highway 1/S H 1, autrefois appelé de façon familière « autoroute nord de Dunedin », se termine à Waitati. À partir de là, l'autoroute continue vers le nord avec une construction de niveau technique plus faible avec des intersections et des accès plus fréquents. Trois kilomètres plus au nord, la route nationale gravit la célèbre colline de Kilmog (en).
La ligne ferroviaire de la ligne principale du sud (en) traverse Waitati de l’est vers le nord.
L’ancienne cour de la gare sert toujours de passage à niveau et une partie des anciens bâtiments de la gare sont utilisés par les ouvriers chargés de la maintenance des voies.
Waitati abrite une antenne de la bibliothèque publique de Dunedin, les pépinières Blueskin, une école locale, un café et un magasin général, ainsi que plusieurs maisons de vacances.

## Style de vie alternatif et activisme

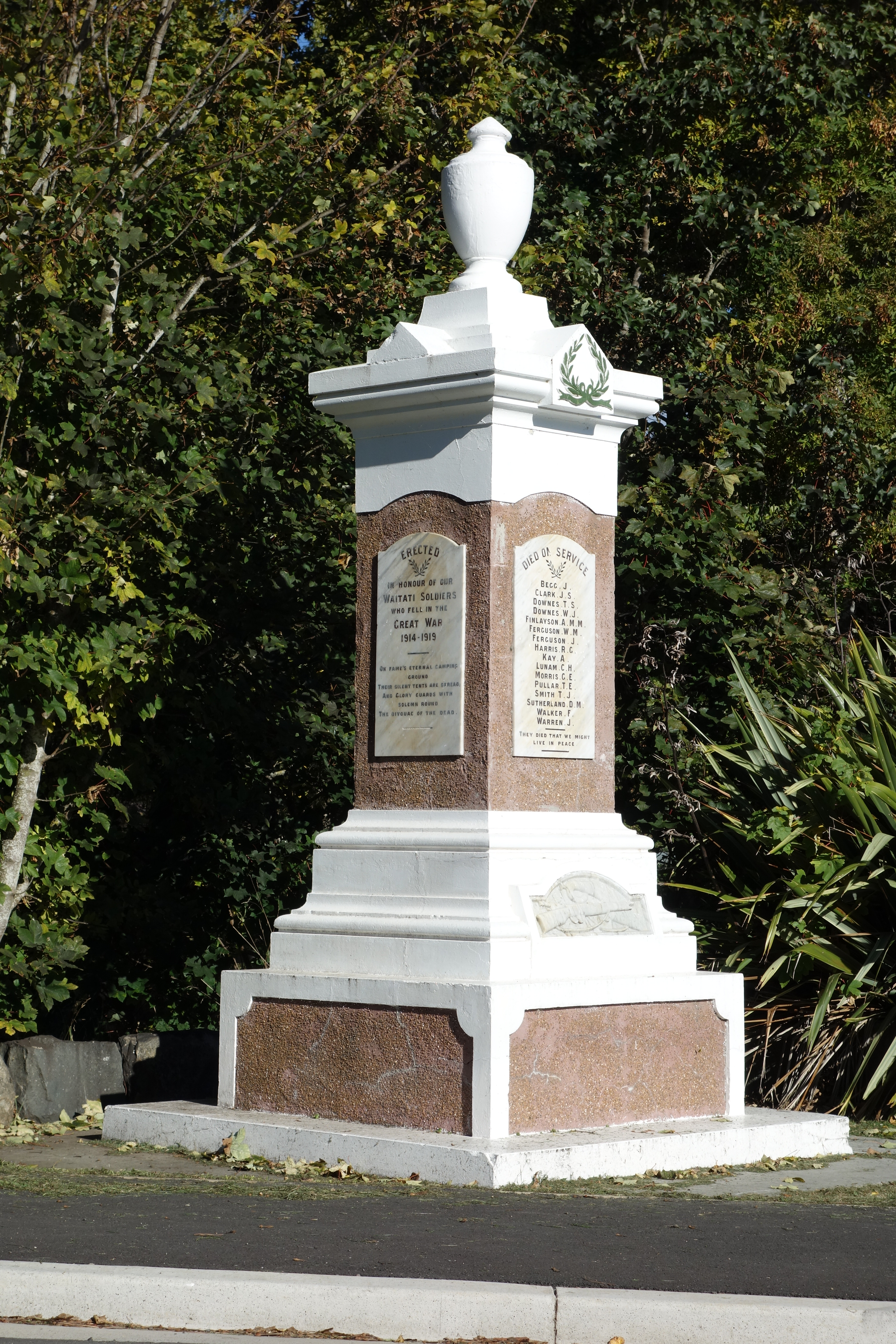
Le mémorial de Waitati commémorant les soldats tombés lors de la Première guerre mondiale

Depuis de nombreuses années, Waitati est connue pour son attractivité auprès des adeptes d'un style de vie alternatif (en).
Le « Waitati Militia », un groupe de combat factice fut fondé ici ; le village a joué un rôle dans l'histoire du Values Party (en), du magazine Mushroom et dans les mouvements de protestation Aramoana contre l'usine d’aluminium, contre la Guerre du Viêt Nam  ainsi que dans le développement en Nouvelle-Zélande d’une Éducation à l'environnement et au développement durable . 
Waitati n’a pas de réseau d’égouts et est devenu en Nouvelle-Zélande un centre pilote pour le développement de toilettes sèches et autres systèmes alternatifs d’épuration des eaux .
Certains villageois sont des adeptes des jardins potagers et des énergies alternatives .
La réserve naturelle d'Orokonui (en), une réserve de la vie sauvage, est située dans une zone de bush indigène.
La plage de sable de Doctors Point au sud, abrite les lieux de nidification des manchots pygmées et d’autres espèces sauvages.

## Médias
La Waitati Film Society projette des films un mardi soir sur deux pendant la majeure partie de l’année (tous les mardis soir au milieu de l’hiver).
Waitati fait partie de l'initiative néo-zélandaise Transition Towns initiatives, utilisant certaines techniques du mouvement Ville en transition afin de réduire la consommation énergétique.